# De Útlopers
De Útlopers is een dweilorkest (blaaskapel) uit het Friese Sneek dat is opgericht in 2009. De band bestaat uit zestien muzikanten gekleed in Roze Polo's. De Útlopers treden jaarlijks meer dan vijftig keer op in binnen- en buitenland. Ze treden op bij onder andere trouwerijen, dorpsfeesten, sportwedstrijden, muziekfestivals, taptoes, optochten, op TV en bij de Radio en tijdens de Sneekweek. Met een repertoire van meer dan tweehonderd nummers, hebben ze de mogelijkheid om met alle genres bij elke gelegenheid op te treden. De arrangementen worden geschreven door leden van de Útlopers zelf, waardoor ze hun eigen "sound" hebben kunnen creëren.
De bezetting van de Útlopers bestaat uit:
- zes trompettisten;
- drie euphoniums;
- drie trombonisten;
- één sousafonist;
- drie slagwerkers.

## Betekenis Útlopers
De Útlopers zijn op hun naam gekomen omdat de repetities altijd uitlopen (fries: Útlopen). Het woord Útlopers betekent in het fries letterlijk "iemand die verder loopt dan de rest", of figuurlijk iemand die buiten de gebaande paden treedt. Deze term wordt vaak gebruikt om schrijvers of kunstenaars te beschrijven die zich afzetten tegen de gevestigde norm, of die in hun werk iets doen wat als vernieuwend, rebels of afwijkend wordt gezien. 
In de Friese literatuur worden de Útlopers vaak geassocieerd met auteurs die zich niet strikt aan de traditionele vormen of thema's houden en die op zoek gaan naar nieuwe wegen binnen de taal, cultuur en muziek. Dit onderscheiden gebeurt vaak door een experimentele stijl, bijzondere onderwerpen of door de grenzen van deze aspecten op te zoeken.
Dit past wel bij blaaskapel de Útlopers, omdat die hun eigen "Sound" hebben ontwikkeld binnen de muzikale wereld en in principe alle genres kunnen spelen in tegenstelling tot traditionelere blaaskapellen.

## Optredens
De Útlopers treden op in binnen- en buitenland. Zo hebben ze onder andere opgetreden in Frankrijk, Duitsland, Italië, Oostenrijk, Zwitserland en België. Hier speelden ze tijdens allerlei evenementen zoals met carnaval, jubilea, dorpsfeesten, Special Olympics, diverse Elfstedentochten, waterpolowedstrijden, handbalwedstrijden, nieuwjaarsduiken, oktoberfeesten, sinterklaasoptochten, Koningsdag en andere themafeesten.
De Útlopers hebben als huisband van het Thialf meer dan vijftig keer opgetreden tijdens diverse wedstrijden zoals het Nk, EK en WK Schaatsen en olympische kwalificatietoernooien. Daarnaast waren de Útlopers ook te zien tijdens de heropening van het Thialf met Koning Willem-Alexander. Maar ook tezamen met Mattie & Wietze van Qmusic en als 100% NL Dweilorkest waren ze in het Thialf te vinden. Tijdens het WK Afstanden in het Olympisch Stadion (Amsterdam), waren de Útlopers ook aanwezig.
Naast Qmusic en 100%NL hebben de Útlopers op de radio samengewerkt met o.a. Radio 538 (Coen en Sander Fest), met SLAM!, met de EO, BNNVARA (Spuiten en Slikken), en de Top 2000 van Radio 2.
De Útlopers zijn sinds 2017 jaarlijks te zien en horen bij All You Need Is Love, maar op TV waren ze ook te zien bij Chantals Pyjama Party The Big Music Quiz, Even tot hier van Van der Laan & Woe en in het programma De IJzersterkste. Ook speelden de Útlopers op het TROS Muziekfeest op het plein en tijdens diverse voetbalwedstrijden van Ajax, AZ en Sc Heerenveen.
De Útlopers zijn ook te zien in de hit van René Karst: Atje voor de sfeer en waren ze hét onderwerp in de video van Klikbeet als de "Rauwdouwers".

## Discografie
Onderstaande muziek is uitgebracht op Spotify, Deezer, TikTok en Youtube.
- Album "De leukste Sinterklaasnummers (2024)", met daarop 20 sinterklaasnummers (onder artiestennaam "Sinterklaaskapel de Útlopers")
- Album "The First Decade" (2022), met daarop 22 nummers.
- Single "Ja Jij" (2022), cover van Joe (Stagiair van de Show) Stam
- Single "Sneek is Leeg" (2020), tezamen met o.a. coverband SMÛK, René Karst[10] en de Zware Jongens.
- Single "Dance Monkey" (2019)
- Single "Los in de Sneekweek!" (2013)

## Wedstrijden
De Útlopers hebben in hun bestaan meegedaan aan diverse nationale en internationale Dweilwedstrijden. Hierbij zijn ze vaak met de winst naar huis gegaan. Zo zijn de Útlopers Nederlands kampioen dweilorkesten, en ook Belgisch en Europees kampioen.

### 1e plaatsen
- NK Bemmelse Dweildag (2024 (show), 2017, 2016, 2015, 2012 (muzikaal))
- NK Voorthuizen (2017)
- BK Halle (2016)
- EK EUROBösel (2016)
- NK Hengelo (Gelderland) (2016)
- NK Sneeker Dweildag (2016, 2012)
- NK Den Bosch (2015)
- NK Stöppelhaene in Raalte (2014)
- NK Leidschendam (2014, 2012)
- NK Zoelen (2011)
- NK Mijdrecht (2011)

### 2e plaatsen
- NK Groenlo (2017, 2016)
- NK Leidschendam (2013)

### 3e plaatsen
- NK Sneeker Dweildag (2014)
- NK Bemmelse Dweildag (2013)

## Projecten
Naast muziek maken pakken de Útlopers meer projecten op, zoals onderstaande projecten.

### Útlopersbus
In 2013 schaften de Útlopers een 17-persoons Mercedes-Benz (D309D) aan. En in 2023 hebben de Útlopers deze vervangen door een Mercedes-Benz sprinter (O 516 CDI) Hiermee hebben ze als een van de weinige dweilorkesten in Nederland een eigen vervoersmiddel. De bus is, net als de kleuren van de band, volledig in het roze gewrapt, met op het dak de Friese vlag. 

### Útvolgers
In 2014 startten de Útlopers het Útvolgers-project op, waarbij mensen Útvolger (volger van de Útlopers) kunnen worden. Deze mensen krijgen tweemaal per jaar een clubblad, mogen mee naar een dweildag waar de Útlopers aan deelnemen én zijn uitgenodigd voor het jaarlijkse Útvolgersfeest. Het bleek een schot in de roos. Inmiddels zijn er meer dan honderd Útvolgers. Sinds 2016 hebben de Útlopers dit feest uitgebreid met een Kidsmiddag, zodat de kinderen uit Sneek ook een muzikaal feest kunnen beleven.

### Pand
in 2016 volgde wederom een grote mijlpaal voor de Útlopers door de aankoop van een eigen pand. Dit pand werd nieuw gebouwd aan de rand van Sneek en doet dienst als repetitieruimte, vergaderruimte en als stalling voor de bus.

### Opnamestudio
In 2019 hebben de Útlopers eigen opnameapparatuur aangeschaft, hierdoor zijn ze in de mogelijkheid om snel muziekopnames te maken voor bijvoorbeeld tv en radio. Sinds 2019 zij er al diverse nummers opgenomen in hun eigen muziekstudio.